# 馬魯古教派衝突
馬魯古教派衝突是1999年至2002年印尼馬魯古群島（摩鹿加群岛）的基督徒與穆斯林社群間的武裝衝突，自1999年的改革時期至2002年2月13日各方簽訂《馬利諾第二協定》方止。衝突遍佈各島，其中以安汶島與哈馬黑拉島尤為嚴重。
衝突的背景是1997年亞洲金融風暴與印尼總統蘇哈托去職後的一系列政治與經濟風波，印尼盾大幅貶值，且政府將北馬魯古省自馬魯古省拆出的決議更加劇了既有的政治矛盾。因政治矛盾與宗教差異吻合，1999年1月當地基督徒與穆斯林開始爆發衝突，進而加劇成雙方民兵針對平民的全面暴動，其中伊斯蘭民兵主要為組織緊密的拉斯卡爾聖戰組織。雙方均以將對方居民逐出馬魯古為目標，對平民使用威嚇、攻擊與縱火等手段，甚至有將整個社區摧毀的案例，例如1999年4月班達群島的基督徒皆被逐出。
印尼警察與印尼國軍大幅介入衝突，他們自稱中立，但衝突雙方都指控他們偏袒對方，甚至有軍隊將彈藥轉移給穆斯林民兵，供其用於後續襲擊。因警察不作為，各社區組織地方民兵，設立指揮所以防止外來攻擊，但後來也常被用於動員武力向其他社區發動攻擊的據點。
在條約簽訂之際，國際危機組織估計有70萬人因此衝突而流離失所，至少有5000人喪生，為印尼建國後產生最多難民的事件。衝突雙方都有使用童兵的紀錄，俗稱「沙蠅兵」，最年幼的僅7歲，小學生與中學生也經常協助在家製造武器。許多基督徒遭強迫改信伊斯蘭教，並遭強迫割禮（包括女性）。

## 背景

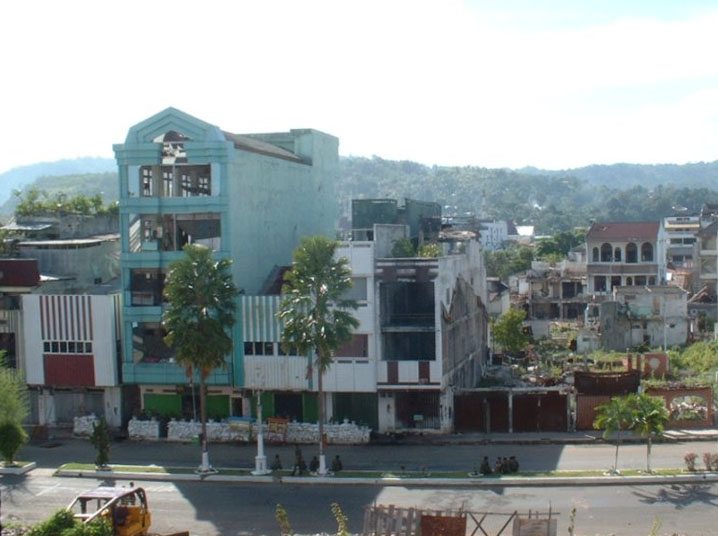
2001年安汶岛的房屋，可見前方堆有沙包加以防禦

在蘇哈諾獨裁統治（新秩序）時期，馬魯古的基督徒和穆斯林維持了相對穩定的地方政治結構，雙方宗教陣營都能為依附者提供社會網路、裙帶關係與人身保護。隨著印尼政治去集權化，雙方為爭奪社經地位，選舉職位的競爭越趨激烈，受基督教福音教會支持的德那第蘇丹穆达法尔·斯加哈尔與馬基安穆斯林巴哈爾·安迪利競逐首任北馬魯古省省長一職，另外蒂多雷與特爾納特兩城市也在爭奪省首府的地位，行政區重劃使當地利益團體的結構備受威脅。
衝突爆發前夕，安汶島與周邊島嶼的基督徒與穆斯林人數約略相等，但這是1969年以來印尼族群遷徙計畫的結果，30年內有近98,000人移入馬魯古，多為布吉人與望加錫人等來自南蘇拉威西省的穆斯林，此外還有許多自行遷入者，1999年2月全國性報紙《羅盤報》統計共有22.5萬人自南蘇拉威西遷入馬魯古，其中安汶島即有3萬人。這些外來穆斯林移民在馬魯古的商貿活動日趨增加，衝突爆發後即有基督徒襲擊當地市場，以期削弱穆斯林的地位。除經濟層面外，穆斯林在馬魯古的政治影響力也日趨增加，1992年與1997年該省省長皆由穆斯林擔任，兩人均任命大量穆斯林為公務員進入政府，使基督徒對馬魯古的伊斯蘭化備感焦慮。大批外來人口也對本地居民行之有年、仰賴阿達特（習慣法）的土地所有權制度造成不小衝擊。
馬基安島居民（主要為穆斯林）自1970年代起即因擔憂火山爆發而大規模遷至北馬魯古的特爾納特、哈馬黑拉島北部等地，與卡奧等地的基督徒產生土地歸屬糾紛，1990年代當地發現金礦，使糾紛更加激烈，且蒂多雷與特爾納特的穆斯林也對馬基安島移民在當地任職感到不滿。1999年本地基督徒即支持德那第蘇丹與基督教會，馬基安人則支持穆斯林候選人，雙方皆想在新建立的北馬魯古省佔據主導地位。1999年印尼政府接受馬基安人請求，在北馬魯古建立以穆斯林為主的馬利富特區（Malifut），包括16個馬基安人聚落、部分基督徒聚落與金礦產區，基督徒對此大為不滿，8月18日馬力富特區正式成立之日當地即爆發流血衝突。

### 書目
- Bertrand, Jacques. . Cambridge University Press. 2004  [2022-04-01]. ISBN 978-0-521-52441-4. （原始内容存档于2017-07-21）.
- Braithwaite, John; Leah Dunn.  (PDF). . The Australian National University. 2010: 147–243  [2022-04-01]. ISBN 978-1-921666-22-3. （原始内容存档 (PDF)于2018-05-20）.
- Duncan, Christopher R. . Cornell University Press. 2013.
- Goss, Jon.  (PDF). Cakalele. 2000, 11: 7–39  [2016-11-22]. ISSN 1053-2285. （原始内容存档 (PDF)于2016-11-22） （英语）. （页面存档备份，存于）
- Hedman, Eva-Lotta E. . Cornell South East Asia Program Publications. 2008: 29–231  [2022-04-01]. ISBN 978-0-87727-775-0. （原始内容存档于2022-04-15）.
- Lindsey, Timothy. . . Federation Press. 2008: 115–146  [2022-04-01]. ISBN 9781862876927. （原始内容存档于2022-05-06）.
- Sidel, John Thayer. . NUS Press. 2007  [2022-04-01]. ISBN 978-9971-69-357-2. （原始内容存档于2022-04-14）.
- van Klinken, Geert Arend. . Taylor & Francis. 2007: 88–124  [2022-04-01]. ISBN 978-0-203-96511-5. （原始内容存档于2022-04-01）.
- Wilson, Chris. . Routledge. 2008  [2022-04-01]. ISBN 978-0-203-92898-1. （原始内容存档于2022-04-01）.